# Jonchery
Jonchery é uma comuna francesa na região administrativa de Grande Leste, no departamento de Haute-Marne. Estende-se por uma área de 28,98 km². Em 2010 a comuna tinha 1 040 habitantes (densidade: 35,9 hab./km²).